# The Sims: House Party
The Sims: House Party je druhý datadisk do simulátoru The Sims. Datadisky vyšel 28. března 2001. Hlavní novinkou bylo přidání možnosti uspořádat oslavu nebo tematickou párty. Do hry byla přidána hudba s následujícími žánry: Rap, Techno, Country, Beach, a Disco.

## NPC
Do hry byly přidány následující NPC postavy:
- Striptér (gorila) – pokud si koupíte velký dort a uspořádáte oslavu, uvnitř dortu se skrývá striptér nebo striptérka. Nicméně pokud máte doma děti, vyleze z něj gorila, striptér nebo striptérka bude flirtovat se simíky
- Pořadatel – telefonem si můžete zavolat tuhletu osobu, která za vás uspořádá mejdan
- Duchové – Pokud simík má velmi dobrou kreativitu a vypráví u krbu historky, může se objevit v domě duch
- Mim – Pokud uspořádáte velice bídnou párty, může se objevit v domě mim a ten se pokusí trošku rozproudit atmosféru, ale udělá je spíše naštvanější
- Kuchař – pokud máte zakoupený velký švédský stůl, můžete si najmout kuchaře, který se o něj postará

## Objekty
- Švédské stoly
- Taneční stoly
- Různé druhy barů, krbů a kuchyňských pultů
- Ohniště (možnost opéct marshmallows)
- Hrací automaty
- DJ pult
- Klasické objekty (stoly, okna, židle…)